# Шавловский, Николай Семёнович
Николай Семенович Шавловский (14 марта 1916, город Сквира ныне Киевской области — ?, город Киев) — советский деятель, секретарь Киевского городского комитета КПУ, 1-й секретарь Жовтневого районного комитета КПУ города Киева, председатель Киевского областного совета профсоюзов.

## Биография
Родился 14 марта 1916 года в городе Сквира. Член ВКП(б)/КПСС с 1943 года.
До 1955 года — на хозяйственной и партийной работе в Киеве.
В 1955—1958 годах — 1-й секретарь Октябрьского районного комитета КПУ города Киева.
В январе 1958 — 7 апреля 1962 года — секретарь Киевского городского комитета КПУ.
В 1962 — феврале 1963 года — председатель Киевского областного совета профессиональных союзов.
В феврале 1963 — декабре 1964 года — председатель Киевского областного совета профессиональных союзов по промышленности.
В декабре 1964 — январе 1977 года — председатель Киевского областного совета профессиональных союзов.
Делегат XXIII, XXIV и XXV съездов КПСС.
Затем — персональный пенсионер в Киеве.